# Kirchenmusik
Kirchenmusik (auch Sakralmusik oder lateinisch musica sacra) als musikalischer Funktionsbegriff ist die zur Aufführung im kirchlichen Gottesdienst bestimmte Vokal- und Instrumentalmusik. Typische kirchenmusikalische Formen sind Messvertonungen, Kantaten und Motetten sowie Choräle und einstimmige Kirchengesänge. Choralvorspiele für Orgel und andere Instrumentalmusik in unterschiedlichen Besetzungen, mit der die kultischen Handlungen im Gottesdienst untermalt werden, zählen ebenfalls zur Kirchenmusik.
Von der Kirchenmusik unterschieden werden muss allgemeine geistliche Musik, die nicht zur Aufführung im Gottesdienst bestimmt ist. Beispiele für solcherart geistliche Musikwerke sind die Oratorien Händels, die Psalmensinfonien von Liszt und Strawinsky oder das Requiem von Brahms. Dagegen wurden die Bach-Passionen und Bachkantaten für den Gebrauch im Gottesdienst geschaffen.
Allgemeiner gefasst wird manchmal auch sämtliche Musikausübung im kirchlichen Bereich als Kirchenmusik bezeichnet. In diesem Sinne fallen auch die Kantorei-Probe, das Singen mit Kindern in einem Zeltlager als Hinführung zu biblischen Themen und das Orgelkonzert mit spiritueller Sinngebung unter den Begriff Kirchenmusik. Der so verstandene Begriff Kirchenmusik umfasst auch die gemeindepädagogischen Anteile der Musikpädagogik in Verbindung mit der Religionspädagogik, also die Hinführung zur Musik und die Hinführung zu religiösen Inhalten durch die Musik. Die kirchenmusikalische Praxis unterscheidet sich stark nach Konfession und kulturellem Umfeld.
Zentraler Ausübender der Kirchenmusik ist der Kirchenmusiker, oft in seiner Rolle als Chorleiter oder Organist. Er leitet die kircheneigenen Musikgruppen wie Kirchenchor, Schola oder Posaunenchor und studiert mit ihnen Musikwerke zur Gottesdienstgestaltung ein.

## Geschichte der Kirchenmusik

### Maßgebliche Vorgaben des Neuen Testaments
Die kanonischen Schriften des Neuen Testaments enthalten nur sehr spärliche Angaben zum Thema Musik. Eine Ausnahme stellt Eph 5,19  dar: „Sprecht einander in Psalmen, Hymnen und geistlichen Liedern zu; singt und jubelt dem Herrn in euren Herzen.“
In 1. Korinther 14 bezieht sich Paulus im Rahmen einer geistlichen Belehrung zwar auf einige Musikinstrumente, nimmt hierzu aber nicht Stellung. Im 34. Vers des Kapitels wird er aber umso deutlicher: „So sollen die Frauen in den Versammlungen schweigen, denn es ist ihnen nicht gestattet zu reden.“ Dies impliziert natürlich auch das Singen.
Eine ähnlich folgenschwere Bewertung nahm der Kirchenvater Johannes Chrysostomos im 4. Jahrhundert beim Kommentieren der Paulusbriefe vor. Er empfiehlt der christlichen Familie zwar das Singen „heiliger Lieder“ nach den Mahlzeiten, erklärt die Benutzung von Instrumenten aber für überflüssig.

### Die Musik der Christen bis zum 6. Jahrhundert
Im Anschluss an Paulus’ Missionsreisen bildeten sich erstaunlich schnell christliche Gemeinden, die im römischen Machtbereich weit verstreut waren und keinem einheitlichen Kulturkreis angehörten. Man kann davon ausgehen, dass die Gemeinden in der christlichen Feier zunächst ihre jeweils gewohnten Gesangstraditionen fortsetzten. Die musikalische Betätigung der frühen Christen war also außerordentlich divergent.
Die Möglichkeit einer eigenen Traditionsbildung eröffnete sich, als das Christentum im Römischen Reich anerkannt wurde. Im 4. Jahrhundert gaben führende Kirchenväter dem Gesang einen großen Stellenwert: Im Osten wurde unter Basilius von Caesarea die Liturgie umgebildet. Im Westen kam es unter Bischof Ambrosius von Mailand zu liturgischen und musikalischen Reformen und zur Einführung des Ambrosianischen Gesangs. Ambrosius führte Antiphonen und neu gedichtete Hymnen ein.
Das Christentum wurde mit dem Dreikaiseredikt von 380 zur Staatsreligion, und die einzelnen Erzbistümer und Klöster gewannen eine relative Unabhängigkeit. Neben der ambrosianischen Liturgien entwickelten sich verschiedene weitere wie der römische Ritus, der mozarabische Ritus und der gallikanische Ritus. Viele dieser Liturgien bildeten eigene Singtraditionen heraus. Bis zum 6. Jahrhundert lag auch in den Benediktinerklöstern bereits ein Melodienbestand vor, der für das Absingen sämtlicher Psalmen reichte.

### Die Westkirche ab dem Frühmittelalter: Der gregorianische Choral

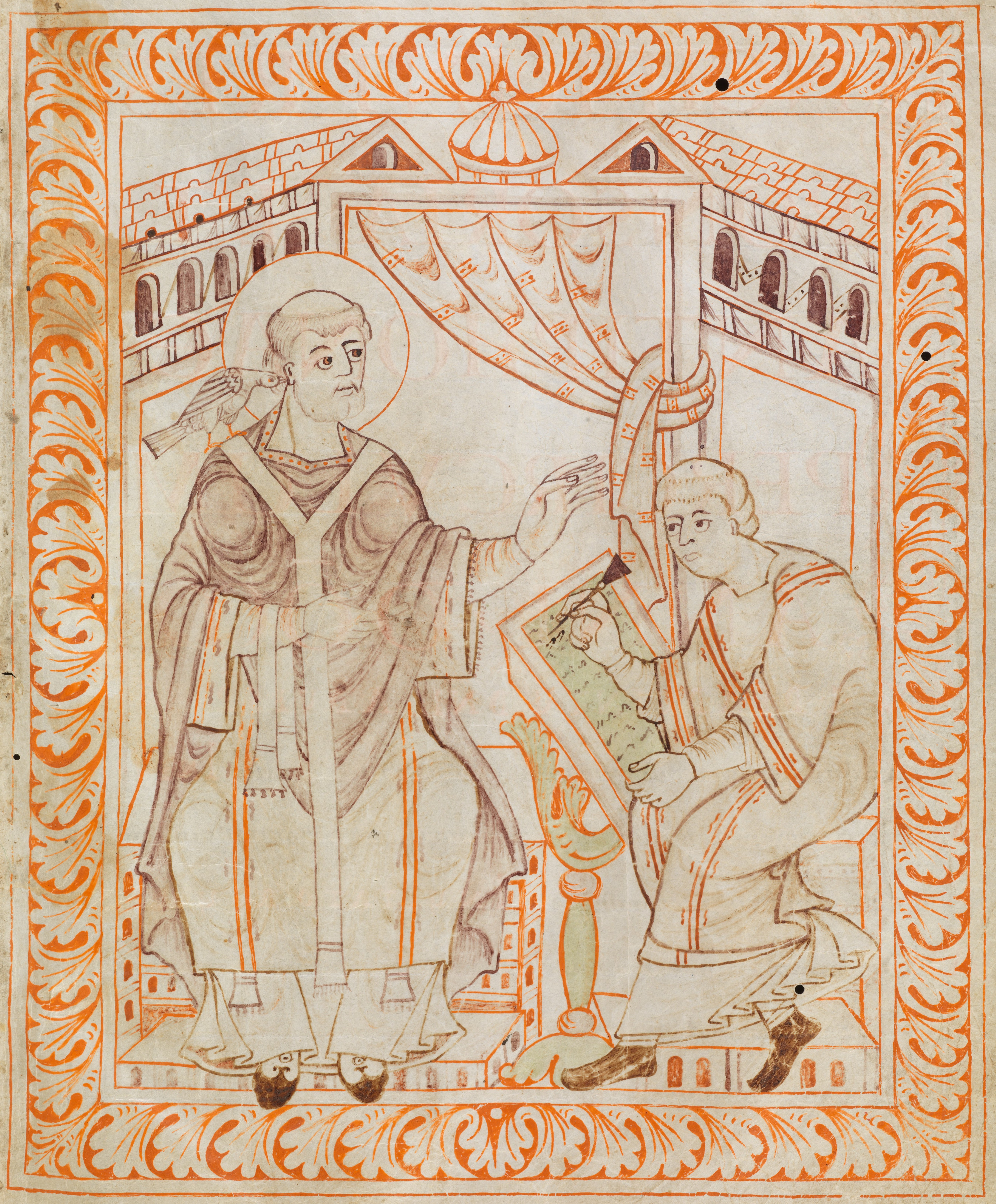
Gregor I. beim Diktieren des gregorianischen Gesangs (Hartker-Antiphonar um 995)

Ende des 6. Jahrhunderts reformierte Papst Gregor der Große die Liturgie der lateinischen Kirche, worauf die liturgisch verwendeten Melodien und Texte über mehrere hundert Jahre hinweg geordnet, gesammelt und vereinheitlicht wurden. Die zusammengestellten Lieder wurden als gregorianischer Choral für die römische Kirche verbindlich und lösten lokale Gesangsstile weitgehend ab. Der gregorianische Choral wurde einstimmig vorgetragen und basierte auf lateinischen (Gebets-)Texten. In den Messen wurden sowohl das Ordinarium, als auch das Proprium gesungen.
Die Melodien des gregorianischen Chorals wurden bis ins 9. Jahrhundert ausschließlich mündlich überliefert. Die danach in die Messbücher aufgenommenen Neumen und Notationen sind von der modernen Musikforschung akribisch untersucht worden.

### Die Kirchenmusik im Westen vom 9. Jahrhundert bis zum Hochmittelalter

#### Entwicklung der Mehrstimmigkeit und Notre-Dame-Schule

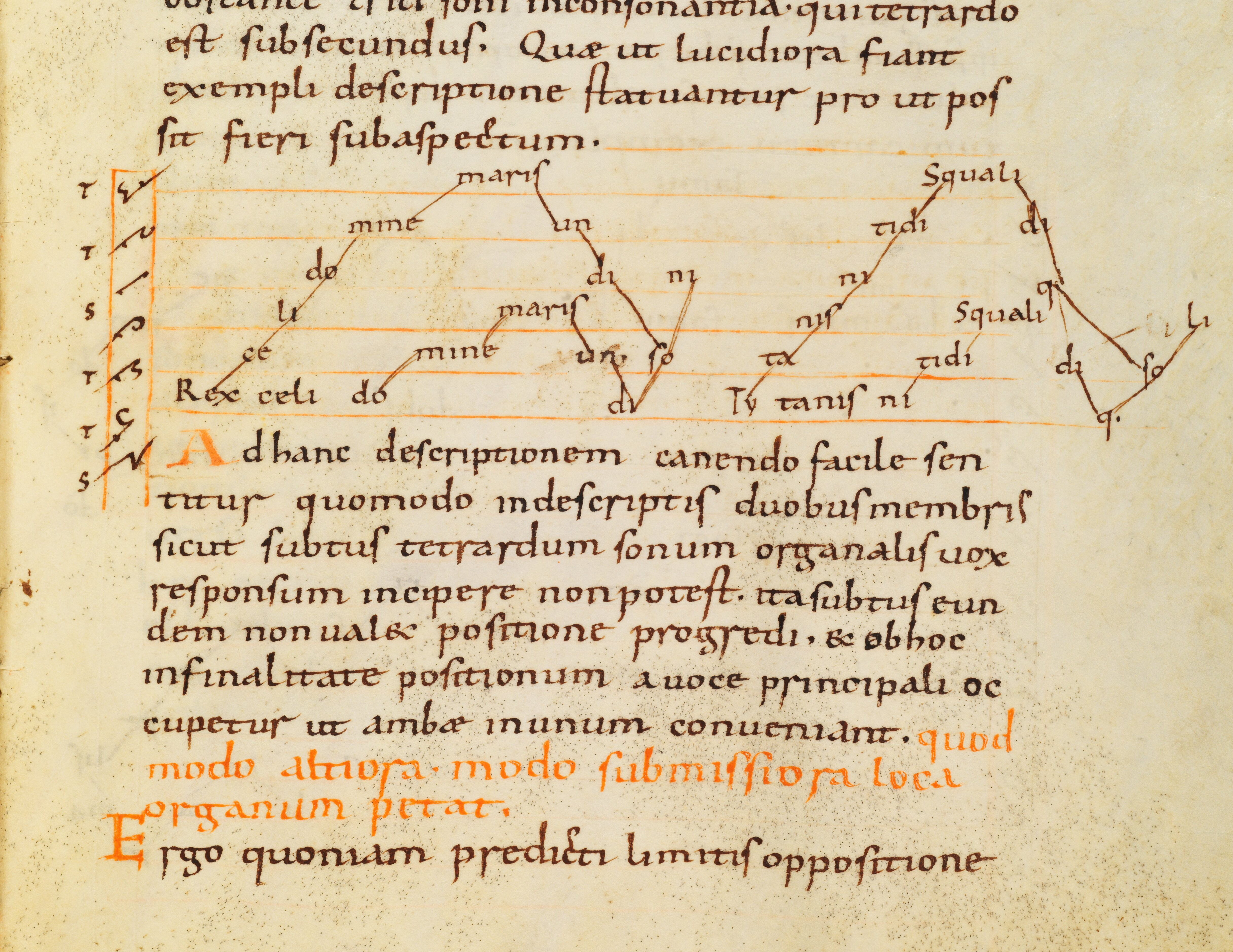
Darstellung eines Organums in Dasia-Notation. Musica enchiriadis, spätes 9. Jahrhundert

Auch im Hochmittelalter pflegte die katholische Kirche den gregorianischen Choral als reguläre kirchliche Musizierpraxis. Eher als musikalische Randerscheinung in einigen wenigen Zentren entwickelte sich die abendländische Mehrstimmigkeit auf Basis des bestehenden gregorianischen Gesangs.
Erste Belege der europäischen Mehrstimmigkeit stammen aus dem 9. Jahrhundert. Der weitverbreitete Musiktraktat Musica enchiriadis beschreibt Organum-Sätze, in denen Ausschnitte der gregorianischen Vorlage parallel im Tonabstand einer Quinte oder Quarte mitgesungen wurden (Quintorganum, Quartorganum, Parallelorganum). Auch die Beteiligung von Instrumenten sieht Musica enchiriadis ausdrücklich vor. Im Rahmen dieser Praxis wurden erstmals (relative) Tonhöhen klar notiert, indem man den gesungenen Text auf verschiedenen Linien darstellte.
Die starre Intervallbindung, die schon in den frühen Quellen eher einen theoretischen Ausgangspunkt darzustellen scheint, löste sich in den folgenden Jahrhunderten weiter. In den Saint-Martial-Handschriften (um 1100) und im Liber Sancti Jacobi (um 1140) sind zahlreiche freiere zweistimmige Organa überliefert.
Zunächst wurde zu einer Note der Hauptstimme stets eine Note der zweiten Stimme gesetzt (Note gegen Note). Dabei empfand man die Zusammenklänge Prime, Quarte, Quinte und Oktave als konsonant (wohlklingend). Daneben entstand die Haltetonfaktur. Sie kombiniert eine lang ausgehaltenen Note der gregorianischen Vorlage mit einer Notenfolge (Melisma) in der Gegenstimme.
Höhepunkt dieser Entwicklung bilden die Werke der Notre-Dame-Schule, die vermutlich in Paris in etwa zeitgleich mit dem Bau der Kathedrale Notre-Dame de Paris entstanden (1163 bis um 1250). Léonin und Pérotin schufen als feierliche Musik für hohe kirchliche Feste großangelegte zwei- und dreistimmig Organa – die herausragenden Organa quadrupla Viderunt omnes und Sederunt principes sind sogar vierstimmig.
Diese Organa sind aus zwei miteinander abwechselnden Satztypen aufgebaut: Den „organalen Partien“ in Haltetonfaktur wurden Discantuspartien gegenübergestellt, in denen längere melismatische Abschnitte des gregorianischen Cantus firmus straff rhythmisiert bearbeitet waren: Dem entsprechenden Ausschnitt der Choralmelodie wurde ein jeweils festes Schema (Modus) aus langen und kurzen Noten unterlegt, das regelmäßig wiederholt wurde (Modalrhythmus) – gegebenenfalls wurde auch der Choralausschnitt einige Male wiederholt. Der so rhythmisierte Cantus wurde mit einer oder mehreren neu komponierten Stimmen kombiniert, wobei auf eine Note des Cantus meist eine oder zwei Noten der neu komponierten Stimmen kommen. Die genaue schriftliche Fixierung des Rhythmus wurde mit der Modalnotation erstmals möglich.
Ab dem frühen 13. Jahrhundert sind auch Discantuspartien mit Ton für Ton silbenweise (syllabisch) textierten Oberstimmen bekannt.

#### Ars Antiqua
Auf die Notre-Dame-Schule folgt die Ars Antiqua (1230–1320), gefolgt von der (weltlichen) Ars nova im Frankreich des 14. Jahrhunderts.

#### Die erste Erwähnung des Wortes „Kirchenmusik“
Um das Jahr 1300 wurde das Wort „Kirchenmusik“ (musica ecclesiastica) erstmals von dem Musiktheoretiker Johannes de Grocheo verwendet und zwar für den gregorianischen Gesang im Gegensatz zu den mehrstimmigen Gattungen.

#### Konzil von Vienne und dessen Auswirkungen
Auf dem Konzil von Vienne, das von Oktober 1311 bis Mai 1312 stattfand, forderten die Dominikaner das Verbot der Motette. Daraufhin versuchte Papst Johannes XXII. das entstandene Problem durch Verbot bestimmter Satztechniken zu lösen, sprach aber auch „gewisse Neuerer“ an. Sein Dekret hatte zwar keinen Einfluss auf die musikalische Entwicklung, bewirkte aber, dass man vielerorts diese Form der Motette abschloss. Somit kam es schon im 14. Jahrhundert zu der Verwendung einer Orgel im Gottesdienst. Jedoch wurden die liturgischen Gesänge nicht verdrängt, sondern die liturgische Musik war oft von Abwechslung zwischen Orgel und Gesängen geprägt, der sog. „Alternatim-Praxis“. Dabei wird die eine Hälfte der Lieder vom Chor als Antiphon gesungen, die andere Hälfte übernimmt die Orgel in einer mehrstimmigen Bearbeitung, dem Versett. Andere Musikinstrumente wurden jedoch kaum verwendet.

### Die Kirchenmusik der Renaissance
Im Laufe des 15. Jahrhunderts kam man von den meist lokalen musikalischen Praktiken zur so genannten gemeineuropäischen Musikkultur, die durch das Konzil von Konstanz entscheidend vorangetragen wurde. Nun erhielten Hofkapellen die „Funktion musikalischer Institutionen“; es kam zu einer Gründungswelle von Kapellen an Kathedralen, Stiftskirchen und Stadtkirchen. Die bedeutendsten Komponisten nördlich der Alpen gehörten bis ins 16. Jahrhundert der Niederländischen Schule an. Erst dann traten auch deutsche Komponisten hervor.
Im 16. Jahrhundert kam es mit der Reformation zur Spaltung der Kirche in den Katholizismus und den Protestantismus. Somit müssen ab hier katholische und evangelische Kirchenmusik getrennt voneinander betrachtet werden. Eine ebenfalls eigenständige Entwicklung nahm die gottesdienstliche Musik der Church of England.

### Die katholische Kirchenmusik der Neuzeit

#### Die Reform der Kirchenmusik auf dem Konzil von Trient

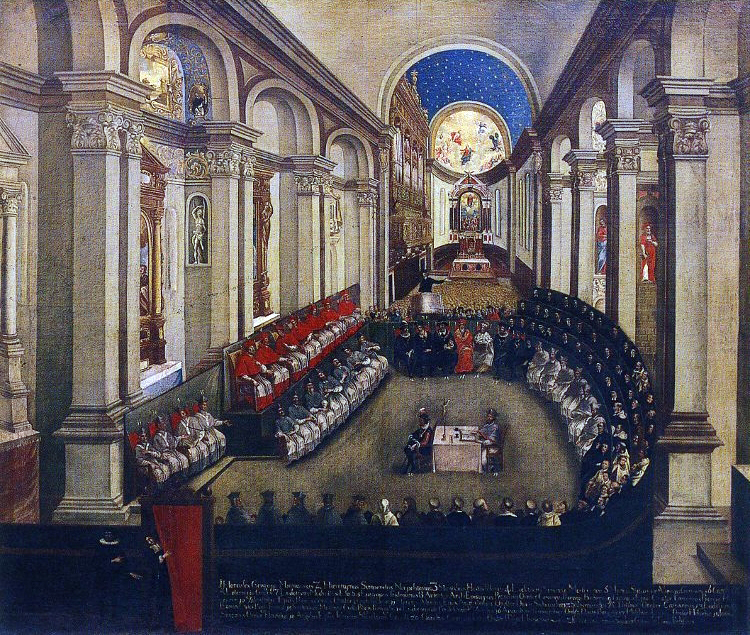
Konzil von Trient

Auf dem Konzil von Trient 1545 gab es zwei unterschiedliche Auffassungen über die Reform der Kirchenmusik: Die Einen suchten die Tradition von Messe und Motette, die Anderen eine neue, wortgezeugte Kirchenmusik, welche das Madrigal (= mehrstimmige, solistische Vokalkomposition) zum Vorbild haben sollte. Das Konzil endete jedoch nur mit einem Verbot von „anstößigen Melodien“. Außerdem wird auf dem Konzil die Frage der Textverständlichkeit durch den Mailänder Kardinal Borromeo aufgegriffen. Die eigentliche Bedeutung des Konzils für die Kirchenmusik liegt darin, dass von nun ab die Kirchenmusik als „Ausschmückung“ der Liturgie betrachtet wurde.

#### Die Kirchenmusik im 17. und 18. Jahrhundert
Im 17. und 18. Jahrhundert war die Kirchensonate (italienisch: Sonata da chiesa) für ein oder zwei Soloinstrumente und Generalbass gebräuchlich. Komponisten wie Corelli, Vivaldi, Albinoni, Mozart u. v. a. hinterließen einen reichhaltigen Fundus solcher Werke. Sie wurde später auch als Epistelsonate bezeichnet und zur Lesung (Graduale) gespielt.
Wolfgang Amadeus Mozart schrieb alleine 17 Messen (z. B. die sogenannte Krönungsmesse KV 317) sowie 17 einsätzige Kirchensonaten.
Im Umkreis der katholischen Reform taucht der Begriff Kirchenmusik mit neuer Bedeutung wieder auf: Man verstand unter ihm nun die Musik der Messen und Motetten. Jedoch kam der Begriff dann schon wieder in der ersten Hälfte des 17. Jahrhunderts außer Gebrauch. Während des Barockzeitalters war die Kirchenmusik Teil der musikalischen Repräsentation weltlicher und geistlicher Fürsten und die kirchenmusikalischen Stile wurden nun Stufen des Gottesdienstzeremoniells der Fürstenhöfe. Aber auch Jesuiten und Franziskaner setzten die Kirchenmusik bewusst als Mittel zum Anreiz für einen Gottesdienstbesuch ein.
Im Allgemeinen wurde die Kirchenmusik in diesen beiden Jahrhunderten für den normalen Tagesbedarf komponiert. Diese Lieder sind uns bis heute überliefert und lassen uns diese Herkunft unschwer erkennen. Erst in der zweiten Hälfte des 18. Jahrhunderts wuchs dann eine bürgerliche Kirchenmusikkultur heran.
Zusammenfassend für diese beiden Jahrhunderte kann man sagen, dass die Kirchenmusik nur als lokale Sitte verstanden wurde, jedoch nicht als allgemeines Repertoire.

#### Die Kirchenmusik im 19. und 20. Jahrhundert

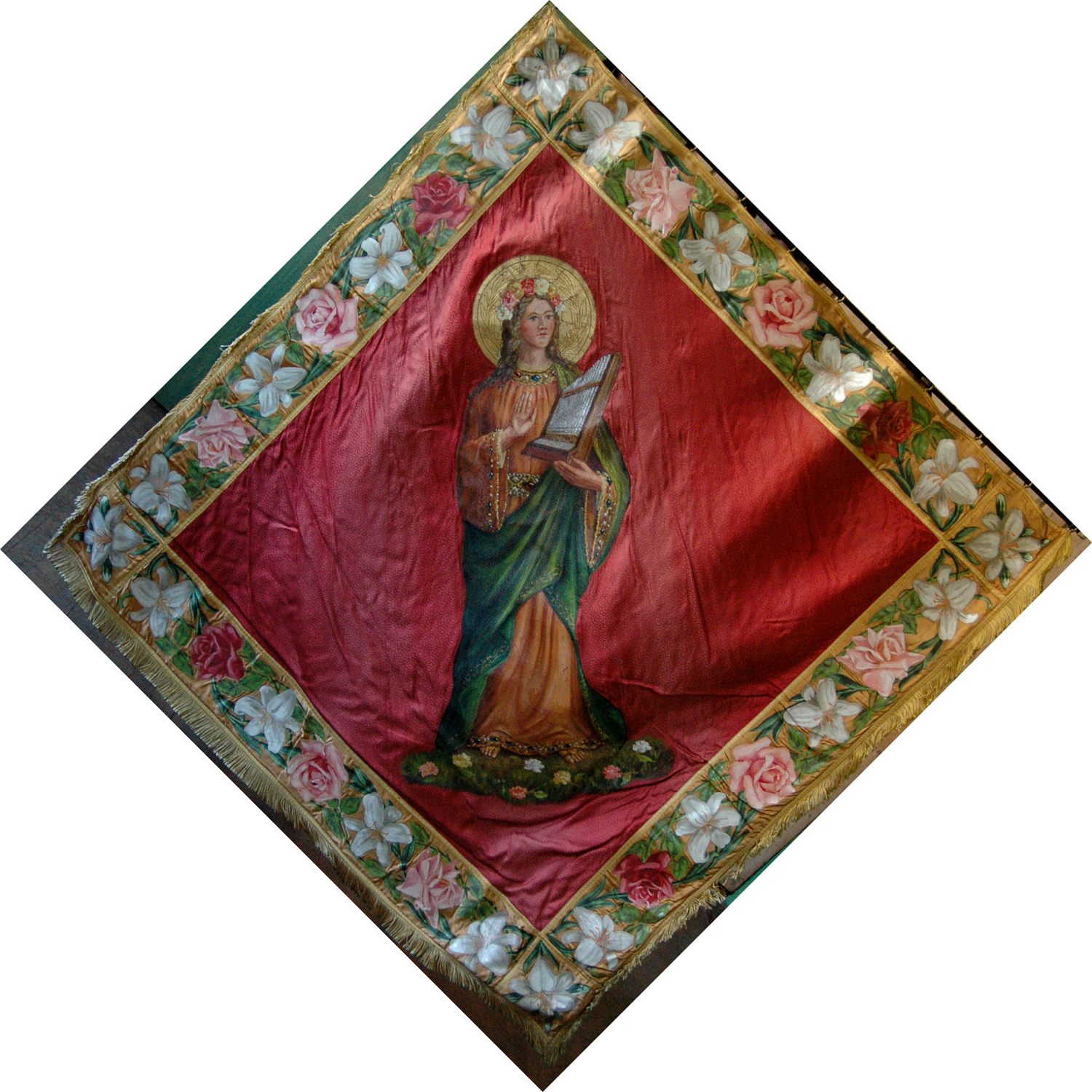
Heilige Cäcilia auf einer Fahne von 1929

Im 19. Jahrhundert trat der Begriff Kirchenmusik erneut auf; man verstand nun darunter das Ideal einer Heiligen Tonkunst, die sich von der weltlichen Musik abhebt. Die Musik ist aber nicht heilig, weil sie sich auf den Gottesdienst bezieht, sondern „das Herz unmittelbar zu Gott erhebt“. Im Jahre 1868 wurde der „Allgemeine Cäcilien-Verein“ als Chorverband gegründet, der den Cäcilianismus förderte und sich zur Aufgabe setzte, die „wahre katholische Kirchenmusik“ (so der Verein) zu finden.
Außerdem wurde zu Ende des 19. Jahrhunderts das Komponieren von Kirchenmusik zur Spezialdisziplin von Kirchenmusikern. Auch viele namhafte Komponisten des 19. Jahrhunderts wie Liszt oder Bruckner haben sehr reichlich Musik für Gottesdienste komponiert. In Frankreich, im Gegensatz zu den übrigen europäischen Ländern, lehnte sich in dieser Zeit die Kirchenmusik der weltlichen Musik an.
Am 22. November 1903 veröffentlichte Papst Pius X. unter dem Titel Tra le sollecitudini ein motu proprio, in dem er sich mit der Kirchenmusik befasste. Er benannte darin den gregorianischen Choral als Ideal katholischer Kirchenmusik und betonte dessen Vorbildfunktion auch für neue kirchenmusikalische Werke.
In der ersten Hälfte des 20. Jahrhunderts konnte die katholische Kirchenmusik nicht mit der raschen Entwicklung der weltlichen Musik mithalten. In Deutschland entstand nach dem Ersten Weltkrieg eine katholische Kirchenmusik, die nunmehr ein anderes Verhältnis zur Liturgie aufweisen kann, als die Kirchenmusik nach dem Konzil von Trient. Charakteristisch für den hieraus entstandenen Musikstil ist ein durchsichtiger, liedhafter Text.

#### Die Kirchenmusik nach dem Zweiten Vatikanum
Das Zweite Vatikanische Konzil bezeichnet die „überlieferte Kirchenmusik“ als „wertvollen Schatz, den es zu pflegen und zu mehren gilt“ (Liturgiekonstitution vom 4. Dezember 1963). Somit kam es unter anderem auch zur Förderung von Kirchenchören. Diese Liturgiekonstitution stellt die gesamte Kirchenmusik auf neue Grundlagen: Die Kirchenmusik selbst und nicht mehr das Sprechen der Gesangstexte durch den Priester ist liturgischer Vollzug. Somit ist die Kirchenmusik nun Ausdrucksform der Gemeinde im Gottesdienst, und Chor und Musiker sind Teil dieser Gemeinde. Ebenso wurde nach dem Zweiten Vatikanischen Konzil die jeweilige Landessprache in die Liturgie aufgenommen, die dann auch Auswirkungen auf die Kirchenmusik haben sollte: Die Kirchenmusik wurde nun geöffnet für die verschiedenen Gattungen des Volksgesangs sowie auch für evangelische Kirchenmusik und zeitgenössische Musik. Daraufhin wurde schließlich im Jahre 1975 ein neues Gesangbuch mit dem Namen Gotteslob aufgelegt, das bis zur Ablösung durch seinen gleichnamigen Nachfolger 2013 in Verwendung war.

#### Die Kirchenmusik außerhalb des Abendlandes
Das Zweite Vatikanische Konzil sah die Notwendigkeit der Berücksichtigung der Besonderheiten der verschiedenartigen Musikkulturen. Daraus entwickelte sich vielerorts eine eigenständige Kirchenmusik. Im nachfolgenden nun einige Beispiele für die außereuropäische katholische Kirchenmusik:
Die Kirchenmusik auf dem amerikanischen Kontinent, beispielsweise das US-amerikanische Kirchenlied, ist in vielerlei Hinsicht mit der des Abendlandes verbunden. In Australien bildeten sich dagegen viele unterschiedliche Stilrichtungen, die in vielfacher Hinsicht gefördert wurden. Wie auf dem amerikanischen Kontinent, so ist die japanische Kirchenmusik dem europäischen Musikleben weitgehend zugewandt. Neuerdings versucht man durch eine Besinnung auf eine reiche musikalische Vergangenheit eine eigene katholische Kirchenmusik zu schaffen.

### Die evangelische Kirchenmusik

#### Die Anfänge

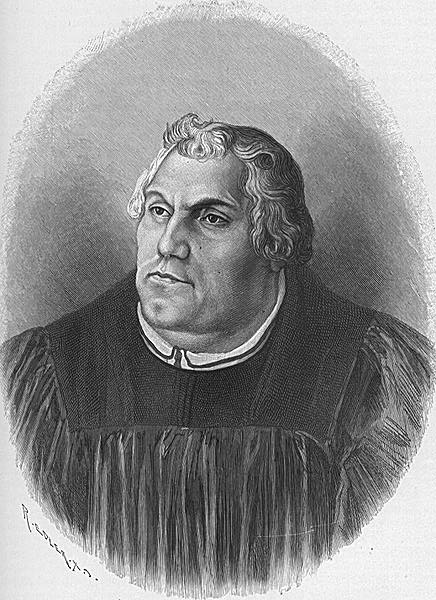
Martin Luther

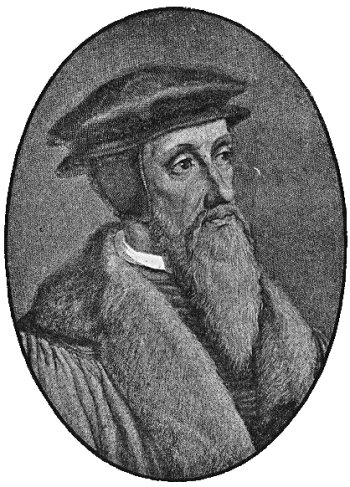
Johannes Calvin

Die evangelische Kirchenmusik wurde durch Martin Luther, Thomas Müntzer und den protestantischen Kantor Johann Walter begründet. Sie verwendeten das Wort „Kirchenmusik“ jedoch nicht. Es ging um die Musik als Schöpfergabe, speziell für den gottesdienstlichen Gebrauch. Im Mittelpunkt standen der deutschsprachige Choral und der Gemeindegesang (siehe auch Liturgisches Orgelspiel).
Auch innerhalb der reformatorischen Täuferbewegung entstanden neue Kirchenlieder. Sie wurden ab 1564 im Ausbund abgedruckt.
Ulrich Zwingli (1484–1531) verbannte die Kirchenmusik zeitweise völlig aus dem Gottesdienst der Reformierten Kirche. Er befürchtete, dass der ästhetische Genuss die inhaltliche Botschaft verdrängen könnte.
Johannes Calvin ließ den einstimmigen Gemeindegesang unter strengen Auflagen wieder zu. Nach seinem Tod im Jahr 1564 fanden schlichte vierstimmige Chorsätze (Genfer Psalter) ihren Platz im reformierten Gottesdienst.

#### Die weitere Entwicklung bis zum 19. Jahrhundert
Die Eigenständigkeit der evangelischen Kirchenmusik entfaltet sich an dem, zunächst an mittelalterliche Formen anknüpfenden, lutherischen Kirchenlied. Die typische Lesungsmusik waren oft vertonte Evangeliensprüche.
Mitte des 17. Jahrhunderts entstand mit den Abendmusiken an der Marienkirche in Lübeck unter den Marienorganisten Franz Tunder und Dietrich Buxtehude die erste Reihe von kirchlichen Konzertveranstaltungen außerhalb des Gottesdienstes, für die sie speziell komponierten.
Siehe auch: Norddeutsche Orgelschule
Ab der Mitte des 18. Jahrhunderts wurde dann schließlich der Begriff „Kirchenmusik“ eingeführt. Er sollte lediglich die Funktion der Musik beschreiben, nicht jedoch den Stil.
Während der Aufklärung verfielen die alten gottesdienstlichen Formen, die alten Kirchenlieder wurden modernisiert und es kam allgemein zur Emanzipation des Geisteslebens. Die Aufklärung war somit eine Epoche des Niedergangs der Kirchenmusik.
Durch die romantische Restauration im 19. Jahrhundert gab es zwar eine Rückkehr zur Überlieferung. Jedoch versuchte man nur Vergangenes wiederherzustellen. Die Folge war, dass sich die evangelische Kirchenmusik nun selbst ins Abseits der allgemeinen musikalischen Entwicklung gestellt hatte. Das äußerte sich auch im Komponierverhalten großer Komponisten jener Zeit, wie Mendelssohn Bartholdy oder Brahms, die kaum Kirchenlieder komponierten.

#### Die Kirchenmusik im 20. Jahrhundert
Verbunden mit der liturgischen Erneuerung gab es in den 1920er und 1930er Jahren auch eine kirchenmusikalische Erneuerungsbewegung mit dem Ziel einer neuen Heiligung der gottesdienstlichen Musik, orientiert an der Reformation und der Musik des deutschen Hochbarocks, unter Ausschluss subjektiver Romantizismen.
Seit Ende des Zweiten Weltkrieges 1945 kam es zu einer großen Entfaltung der Kirchenmusik. Die Voraussetzung dafür war die Wiederherstellung eines hauptberuflichen Kantorenstands.
Ab der zweiten Hälfte des letzten Jahrhunderts führte die Komplizierung der Kompositionsverfahren zu einem neuen Auseinandertreiben zwischen kirchenmusikalischer Moderne und gottesdienstlicher Gebrauchsmusik.
Im Zuge der allgemeinen Entwicklung der Musik hielten Elemente aus der Popularmusik Einzug in die Kirchenmusik. Vor allem in den 1960er Jahren kam es zu zahlreichen Neuschaffungen von Kirchenliedern, von denen einige – wie das bekannte „Danke-Lied“ – sofort immens populär wurden. Titel wie „Jazzmesse“ versuchten Inspiration durch den Jazz zu suggerieren, aber faktisch ist ein großer Teil der damals unter solchem Rubrum entstandenen Musik nicht eigentlich durch Jazz, Beat oder Rock beeinflusst. Insofern diese Musik während eines Gottesdienstes und dazugehörend aufgeführt wird, ist sie als Kirchenmusik zu bezeichnen (siehe Neues Geistliches Lied). Dazu rechnet auch die auch außerhalb der USA immens beliebt gewordene Gospelmusik, die aus dem Negro Spiritual hervorgegangene sakrale Urform des Soul.

### Die Kirchenmusik in den Ostkirchen
Die Kirchenmusik in den Ostkirchen ist rein vokal und am byzantinischen Messritus orientiert. Seit jüngster Zeit versuchen auch die deutschsprachigen orthodoxen Christen einen deutschen Choral auf der Grundlage des byzantinischen Gesangs zu entwickeln. Im orthodoxen Dreifaltigkeitskloster Buchhagen gehört dieser Choral zur spezifischen deutsch-orthodoxen Spiritualität.

### Die Kirchenmusik in der Anglikanischen Kirche
Auch in den Kirchen der anglikanischen Tradition gibt es Gesangbücher sowie eine reiche Tradition von Kirchenliedern und anderer Kirchenmusik gemäß dem Book of Common Prayer mit den Hauptformen Anthem und Service.

### Kirchenmusik in anderen christlichen Konfessionen
In weitaus meisten anderen christlichen Konfessionen gibt es ebenfalls Gesangbücher, Kirchenlieder aus kontinentaleuropäischer, englischer oder US-amerikanischer Tradition oder auch andere Kirchenmusik:
- Die Neuapostolische Kirche besitzt das Gesangbuch der Neuapostolischen Kirche als Nachfolger des Neuapostolischen Gesangbuchs.
- Die Apostolische Gemeinschaft verwendet das Gesangbuch Singt dem Herrn als Nachfolger des Apostolischen Gesangbuchs.

## Formen der Kirchenmusik
Die Kirchenmusik hat im Laufe von zwei Jahrtausenden viele verschiedene Stile hervorgebracht. Um sie ein wenig zu ordnen, kann man unter anderem zwischen einstimmigen und mehrstimmigen Stilen unterscheiden.

### Der Gregorianische Choral
Der gregorianische Choral ist ein einstimmiger liturgischer Gesang der römischen Kirche in lateinischer Sprache. Er ist benannt nach Papst Gregor I., der um 600 eine Reformierung der Liturgie vornahm.

### Das Kirchenlied
Kirchenlieder werden üblicherweise in der jeweiligen Landessprache gesungen und sind meist strophisch aufgebaut. Gesungen werden sie in Gottesdiensten aber auch oft zu Prozessionen und Wallfahrten. Das Kirchenlied entstammt der lutherischen Tradition.
Beispiele:
- Komm, Gott Schöpfer (Martin Luther)
- Ein feste Burg ist unser Gott (Martin Luther)
- Geh aus, mein Herz, und suche Freud
- Befiehl du deine Wege
- Die Nacht ist vorgedrungen
- Sonnengesang (Laudato si) (Franz von Assisi)
- Lobe den Herren, den mächtigen König der Ehren

Der Lutherische Choral geht auf Martin Luther zurück, der den gemeinsam in deutscher Sprache gesungenen Choral als zentrales Mittel des evangelischen Gottesdienstes verwendete. Dabei bedienten sich Luther und seine Nachfolger auch populärer Volkslieder und beliebter Melodien, häufig im Stil damals beliebter Tänze (Allemanden etc.).

### Die Kantate
Die Kantate ist eine mehrsätzige Vokalkomposition für Gesangsstimmen und Instrumentalbegleitung, bei der sich Rezitative, Arien, Ariosi, Chorsätze, Choräle und instrumentale Vor- und Zwischenspiele in beliebiger Anzahl abwechseln. Sie entstand zu Anfang des 17. Jahrhunderts. Neben Kirchenkantaten gibt es auch weltliche Werke dieser Gattung.
Nach der Besetzung kann man unterscheiden zwischen Solokantaten, Chorkantaten und Mischformen. Textgrundlage der geistlichen Kantate ist meist Bibeltext im Wechsel mit betrachtenden oder erläuternden freien Dichtungen, es gibt jedoch auch die Choralkantate, der ein Kirchenlied zugrunde liegt.
Die enge Verzahnung eines Gottesdienstes mit der Aufführung einer Kantate nennt man Kantatengottesdienst; dazu entwickelten sich in der Neuzeit interessante Formen.

### Das Oratorium
Hauptartikel: Oratorium
Als Oratorium bezeichnet man opernnahe Großformen, in denen Bibeltexte und zugehörige Kommentare mit verteilten Solorollen, Chor und Orchester quasi „in Szene“ gesetzt werden. Nahezu alle handlungstragenden Bibeltexte sind bereits vertont worden, am bekanntesten geworden sind jedoch Passionsoratorien.
Dabei handelt es sich um die gesungene Leidensgeschichte Jesu von seiner Gefangennahme bis zur Kreuzigung. Die Passion wird in der Karwoche an vier Tagen nach den Berichten der Evangelisten gelesen und gesungen. Außerdem gibt es das so genannte Passionsspiel, das von der Liturgie losgelöst ist und gesprochen wird.
Beispiele:

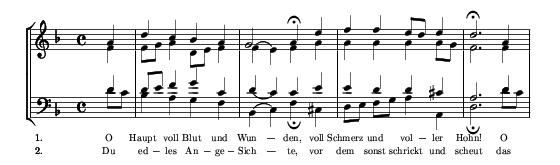
Der Choralsatz O Haupt voll Blut und Wunden aus der Matthäuspassion von Johann Sebastian Bach

- Matthäus-, Lukas- und Johannespassion 1665/66 von Heinrich Schütz
- Johannespassion 1724 und Matthäuspassion 1727/29 von Johann Sebastian Bach
- Weihnachtsoratorium ebenfalls von J. S. Bach (allerdings im eigentlichen Sinn kein Oratorium, sondern sechs zusammenhängende Kantaten)
- Der Messias 1741/1742 von Georg Friedrich Händel

### Spezielle Formen der Kirchenmusik
- Choral – Ursprünglich die in der Liturgie der Westkirche einstimmige Kirchenmusik.
- Motette – Mehrstimmiger Gesang, bei dem das gesungene Wort im Vordergrund steht und bei dem Instrumente die Singstimmen verstärken oder auch ersetzen
- Messe – Die Vertonung des Ordinarium – gewöhnlich Kyrie, Gloria, Credo, Sanctus (mit Osanna und Benedictus) und Agnus Dei. Auch mit Teilen des Propriums möglich.
- Requiem – Die Totenmesse der katholischen Liturgie.
- Te Deum – Der ambrosianische Lobgesang, das große Dankgebet der christlichen Kirchen.
- Litanei – Das Bittgebet der katholischen Kirche in Form eines Wechselgesanges zwischen Vorsänger oder Schola und Gemeinde, aber auch als durchkomponierte Form z. B. bei Mozart.
- Vesper – Die Vertonung der Psalmen und Hymnen des Abendgebets der katholischen Kirche als mehrteilige Großform (Monteverdi, Mozart u. a.).
- Passion – Die Vertonung des biblischen Passionstextes, wie er in einem der Evangelien überliefert ist.

### Glocken
Im weiteren Sinn gehören auch die Kirchenglocken zur Kirchenmusik. Glocken sind wie die Orgel Instrumente, die überwiegend im kirchlichen Bereich Verwendung finden. So sind die entsprechenden Sachverständigen (hier: Glockensachverständiger) meist den Ämtern für Kirchenmusik oder vergleichbaren Institutionen der einzelnen Bistümer oder Landeskirchen zugeordnet.

## Die Kirchenmusik in der Praxis

### Die Kirchenmusik im Gottesdienst
Im Gottesdienst ist die Kirchenmusik kein Schmuck oder keine beliebige Zutat, sondern wesentliches Element und integraler Bestandteil der Liturgie; sie ist „ein Medium, in dem das Heilsmysterium auf den Menschen hin vernehmbar gemacht wird“ und gleichzeitig „Lob und Verherrlichung Gottes erklingen“ (Benedikt Kranemann). Gesang und Musik sind Form und Ausdruck tätiger Teilnahme der Gottesdienstgemeinde, durch die die Liturgie als Gemeinschaftsgeschehen ihren Ausdruck findet. Chor und Instrumentalisten werden dabei als Teil der Gemeinde verstanden, deren musikalische Beiträge  „stellvertretendes Handeln für die Gemeinde“ und nicht ein „konzertantes Gegenüber“ sind.
Die Musik im Gottesdienst besteht aus Elementen der Liturgie, der künstlerischen und/oder der liturgischen Musik. Zum Beispiel: Präludium, Interludium, Intonationen, Choralvorspiel, Chormusik, Kammermusik, Musik „sub communione“ (Musik zur Kommunion/zum Abendmahl), Postludium und dem Gemeindegesang (dem Kirchenlied oder dem Choral).
Historisch und an der Liturgie der Messe (vgl. auch lutherische Messe oder Deutsche Messe bzw. evangelische Messe) gemessen, sind historische Liturgieelemente ihrem Wesen nach Gebete in musizierter Form, etwa die zum Proprium Missae (kirchenjahreszeitlich wechselnde Texte) gehörenden Teile: Introitus (Eingangspsalm), Graduale oder Halleluja(-vers), vor allem jedoch der Psalm, der bereits auf biblischer Grundlage ein gesungenes Gebet ist. Diese gehören auch zugleich zu den ältesten Teilen der Liturgie. Das lutherische Verständnis der Messe bezieht in großem Anteilen gerade über den Gesang die ganze Gemeinde in den Dienst der Verkündigung oder des (gesungenen) Gebetes mit ein.
Einen Teil der traditionellen Gesangsbegleitung der Gemeinde im Gottesdienst ist die Liedbegleitung durch die Orgel (liturgisches Orgelspiel), es sind aber auch andere Formen der Gesangsbegleitung mit allen anderen Instrumenten und Stilformen (bis zur Band; mit E-Orgel, Schlagzeug, Bass und evtl. Gitarre im Gospel-Gottesdienst obligatorisch) heute denkbar.
Der gottesdienstliche Gesang der Gemeinde kann also begleitet oder unbegleitet, einstimmig oder mehrstimmig sein. Teilweise wird aus liturgischen oder historisierenden Gründen auch heute noch auf unbegleitete Einstimmigkeit Wert gelegt. Die historisierende einstimmige Form des Gesanges, gelegentlich noch gebräuchlich etwa beim Wechselgesang des Kyrie eleison zwischen Kantor und Gemeinde, geht auf die alte Praxis des gregorianischen Chorals als Grundlage der katholischen Kirchenmusik zurück. Allerdings entstand auch gerade hieraus die Mehrstimmigkeit, nämlich um 900 mit dem Organum, der Wurzel der mehrstimmigen mittelalterlichen Motettenkunst mit ihrem Höhepunkt im 12. und 13. Jahrhundert. Mit Ausnahme gewisser historisch verbriefter Bestrebungen, etwa die Orgelmusik in Kirchen ganz zu verbieten und Kirchenmusik verschiedensten Sanktionen zu unterwerfen, erfreute sich im Gegensatz dazu die Geschichte der gottesdienstlichen Kirchenmusik immer schon glanzvollster Formenvielfalt und sie belegt epochenweise große Freiheit in den Musizierformen und der Art der Gesangsbegleitung.
Besondere Aufmerksamkeit aus der lutherischen Kantoreipraxis hierbei verdient das Alternatim-Musizieren, in der verschiedene Formen der Liedbearbeitung und Begleitung von (Lied-)Vers zu Vers abwechseln und bei welcher im Gefolge der Reformation erwachsene Laien, Jugendliche und Kinder musik- und gemeindepädagogisch wertvollen Anteil hatten.
In den letzten Jahrzehnten ist es zu einem starken Liedaustausch zwischen den deutschsprachigen Ländern gekommen. Gleichsam weisen heutige Gesangbücher wie Gotteslob oder Evangelisches Gesangbuch auch eine Vielfalt ökumenischer Lieder und Lieder aus aller Welt auf.
Immer häufiger findet sich im Gottesdienst aber auch so genannte „populäre“ christliche Musik wieder, seit über 40 Jahren existiert in Deutschland eine christliche Popmusikszene.
Die empirische Forschung hat die gottesdienstliche Musik und das Singen in den Blick genommen. Der Gottesdienst ist einer der wenigen Orte in unserer Kultur, wo noch gesungen wird. Die Lieder sind eine Kombination von kunstvoller Dichtung und klangvollen Melodien. Das Singen im Gottesdienst fördert die Gemeinschaft und bringt den einzelnen Freude. Darüber hinaus ist es auch Glaubensausdruck der Singenden. Ausführlich untersucht hat das Jochen Kaiser.

### Zitate
„Eine Kirche, die nur noch Gebrauchsmusik macht, verfällt dem Unbrauchbaren und wird selbst unbrauchbar.“

### Berufsbild Kirchenmusiker/Kirchenmusikerin
Siehe: Kirchenmusiker, Kantor, Bezirkskantor, Chorleiter, Organist, Liste von Organisten, Kirchenmusikdirektor, Landeskirchenmusikdirektor, Orgelsachverständiger, Glockensachverständiger.

### Einführungen, Gesamtdarstellungen, Handbücher
- Basiswissen Kirchenmusik. Ein ökumenisches Lehr- und Lernbuch in vier Bänden mit DVD und Registerband zur Grundausbildung und Berufsbegleitung evangelischer und katholischer Kirchenmusikerinnen und Kirchenmusiker. Hrsg. von Hans-Jürgen Kaiser und Barbara Lange. Carus-Verlag, Stuttgart 2009, ISBN 978-3-89948-111-2 (Gesamtwerk).
  - Band 1: Theologie – Liturgiegesang. Hrsg. von Richard Mailänder und Britta Martini, ISBN 978-3-89948-122-8.
  - Band 2: Chor- und Ensembleleitung. Hrsg. von Christfried Brödel und Reiner Schuhenn, ISBN 978-3-89948-123-5.
  - Band 3: Musiktheorie – Liturgisches Orgelspiel. Hrsg. von Thomas Albus und Franz Josef Stoiber, ISBN 978-3-89948-124-2.
  - Band 4: Orgelliteraturspiel – Orgelbaukunde. Hrsg. von Winfried Bönig und Ingo Bredenbach, ISBN 978-3-89948-125-9.
  - Registerband mit Zeittafeln und Tabellen zur Kirchenmusik. Hrsg. von Hans-Jürgen Kaiser und Barbara Lange, ISBN 978-3-89948-126-6.
  - DVD: Workshop Dirigieren zu Band 2, EAN: 4 009350 24119 0.
- Enzyklopädie der Kirchenmusik in 6 Bänden. Die Reihe. Hrsg. von Matthias Schneider, Günther Massenkeil und Wolfgang Bretschneider, Laaber-Verlag, Laaber 2010, ISBN 978-3-89007-690-4 [Gesamtwerk].

- 1. Wolfgang Hochstein, Christoph Krummacher (Hrsg.): Geschichte der Kirchenmusik in 4 Bänden, ISBN 978-3-89007-691-1.

→ Einzelbände siehe weiter unten in diesem Literaturverzeichnis unter Geschichte der Kirchenmusik.
- 2. Matthias Schneider, Beate Bugenhagen (Hrsg.): Zentren der Kirchenmusik. ISBN 978-3-89007-692-8.
- 3. Franz Körndle, Joachim Kremer (Hrsg.): Der Kirchenmusiker. Berufe – Institutionen – Wirkungsfelder. ISBN 978-3-89007-694-2.
- 4. Albert Gerhards, Matthias Schneider (Hrsg.): Der Gottesdienst und seine Musik in 2 Teilbänden.

Teilband 1: Grundlegung und Hymnologie.
Teilband 2: Liturgik. ISBN 978-3-89007-696-6.
- 5. Ulrich Fürst, Andrea Gottdang (Hrsg.): Die Kirchenmusik in Kunst und Architektur. ISBN 978-3-89007-695-9.
- 6. Günther Massenkeil, Michael Zywietz (Hrsg.): Lexikon der Kirchenmusik. ISBN 978-3-89007-696-6.

- Siegfried Bauer/Ingo Bredenbach (Hrsg.): Probieren & Studieren. Lehrbuch zur Grundausbildung in der evangelischen Kirchenmusik. Strube, München 1996, ISBN 3-921946-29-8.

- Stefan Klöckner: Musik in der Kirche. In: Deutscher Musikrat (Hrsg.): Musik-Almanach 2007/08. Daten und Fakten zum Musikleben in Deutschland. ConBrio, Regensburg 2006; S. 94–102.
- Michael Wersin: Reclams Führer zur lateinischen Kirchenmusik. Reclam, Stuttgart 2006, ISBN 978-3-15-010569-6.
- Monumenta musicae sacrae, Buchreihe Frankreich

### Geschichte der Kirchenmusik
- Johann Hinrich Claussen: Gottes Klänge. Eine Geschichte der Kirchenmusik. In Zusammenarbeit mit Christof Jaeger. C.H. Beck, München 2014, ISBN 978-3-406-66684-1 (Rezension).
- Wolfgang Hochstein, Christoph Krummacher (Hrsg.): Geschichte der Kirchenmusik in 4 Bänden, ISBN 978-3-89007-691-1.
  - 1. Von den Anfängen bis zum Reformationsjahrhundert, 2011.
  - 2. Das 17. und 18. Jahrhundert, 2012.
  - 3. Das 19. und frühe 20. Jahrhundert, 2013.
  - 4. Die zweite Hälfte des 20. Jahrhunderts und die Herausforderungen der Gegenwart, 2014.
- Eckhard Jaschinski: Kleine Geschichte der Kirchenmusik. Herder, Freiburg 2004, ISBN 3-451-28323-9.

### Kirchenmusik und Liturgie / Theologie
- Jochen Arnold, Jochen Kaiser u. a. (Hrsg.): Gottesklänge. Musik als Quelle und Ausdruck des christlichen Glaubens. Evangelische Verlagsanstalt, Leipzig 2014, ISBN 978-3-374-03290-7.
- Peter Bubmann, Ann-Sophie Markert, Saskia von Münster (Hrsg.): Musik. Spiritualität. Lebenskunst. Studien zu Ästhetik und Musik aus theologischer Perspektive. Evangelische Verlagsanstalt, Leipzig 2022, ISBN 978-3-374-07193-7.
- Peter Bubmann: Musik – Religion – Kirche. Studien zur Musik aus theologischer Perspektive. Evangelische Verlagsanstalt, Leipzig 2009, ISBN 978-3-374-02617-3.
- Jochen Kaiser: Religiöses Erleben durch gottesdienstliche Musik. Eine empirisch-rekonstruktive Studie, Göttingen 2012, ISBN 978-3-525-62418-0.
- Hans Musch (Hrsg.): Musik im Gottesdienst. ConBrio, Regensburg 1994.

1. Historische Grundlagen, Liturgik, Liturgiegesang. ISBN 3-930079-21-6.
2. Musiklehre, Gemeindeliedführung, Neue geistliche Lieder, Orgelkunde, Stimmbildung, Chorleiter, Kinderchor, Lexikon. ISBN 3-930079-22-4.

- Thomas Schumacher: Kirchenmusik als integraler Bestandteil der Liturgie? München 2002, ISBN 3-936909-01-6, denken-im-glauben.de (PDF; 248 kB).